# Piper dilatatum
Piper dilatatum är en pepparväxtart som beskrevs av Louis Claude Marie Richard. Piper dilatatum ingår i släktet Piper och familjen pepparväxter.

## Underarter
Arten delas in i följande underarter:
- P. d. dilatatifolium
- P. d. guayranum
- P. d. longipilum
- P. d. regresivanum
- P. d. taboganum